# グラスゴー交通博物館
グラスゴー交通博物館（グラスゴーこうつうはくぶつかん、英語: Glasgow Museum of Transport Technology）はかつてイギリス・スコットランドのグラスゴーのケルビンホール (Kelvin Hall) にあった鉄道保存展示施設である。

## 歴史
グラスゴー西端のケルビングローブ芸術ギャラリー博物館 (Kelvingrove Art Gallery and Museum) の向かい側にあるケルビンホール（1927年建設）は、展示場として開設した施設を改装し、1987年に交通博物館とケルビンホール国際運動競技場 (Kelvin Hall International Sports Arena) を収容した。交通博物館は現・トラムウェイアートセンター (Tramway) となっている建物に置かれ、住所地はポロックシールズ (Pollokshields) のアルバート・ドライブ (Albert Drive) であった。

## 現在の交通博物館
イギリスでもかなり人気のある交通博物館で、年間およそ50万人が訪れていた。当館は1964年創設後、1987年にケルビンホールに移転した。国内および国際的に重要な展示物を収蔵し、2010年に専用施設の建設と移転により閉鎖される。翌2011年には、造船業の盛んだった市内の港湾地域再開発が進み、その一環としてかつての造船埠頭を拡幅してリバーサイド博物館を置いた。当館の主な収蔵資料を移管して新しい施設で公開を続け、グラスゴー地下鉄の廃止された駅から備品を調達して詳細に再現した展示がある。また市内で組み上げて南アフリカ鉄道へ送り出した蒸気機関車の車体を2006年に購入し、当館の存続した2007年には期間限定で市内の広場に展示して、新しい施設の建築費を補填する目標額5百万ポンドの募金活動を展開した。

### 自動車
当館はペダル式で現存する最古の自転車や、スコットランドで製造されたアーガイル（Argyll）、アロール・ジョンソン（Arrol Johnson）やアルビオン（Albion）といった会社製の自動車を収蔵した。よく知られるものではヒルマン・インプ、ヒルマン・アベンジャー、クライスラー・サンビームがある。
あらゆる種類の交通機関の資料を揃え、馬車から消防車、オートバイからキャンピングトレーラー、さらには玩具やプラモデルの自動車まで資料として集めた。それらの模型を並べた売店は、後継の博物館施設に受け継がれた。

### 船舶模型
クライドルームはクライド川とその周辺の造船所やその技術者が海運に貢献したことを記念しており、1812年製の外輪蒸気船のコメット、フッド、ハウ、クイーン・メリー、クイーン・エリザベス、QE2などといった250隻の模型があった。一部は後継の施設で展示を続ける。

### 鉄道と路面電車の展示
機関車製造もグラスゴーの重要な産業で、博物館は市の鉄道記念物として以下のような機関車を収蔵した。 
- カレドニアン鉄道 123号機「シングル」 (Caledonian Railway Single)
- ハイランド鉄道 103号機「ザ・ジョーンズ・グッズ」 (Highland Railway Jones Goods Class)
- グレート・ノース・オブ・スコットランド鉄道 49号機「ゴードンハイランダー」 (LNER Class D40)

他に1930年代のグラスゴーの雰囲気を再現した、グラスゴーの路面電車やグラスゴー地下鉄の駅、ケルビンストリートの再現などが有名な展示であった。

## 新交通博物館
2011年に、クライド川のグラスゴー港に建設されたリバーサイド博物館に移転した。設計はザハ・ハディッド、建設はビューロー・ハッポルドが担当した。